# Rettungsdienst in Hamburg

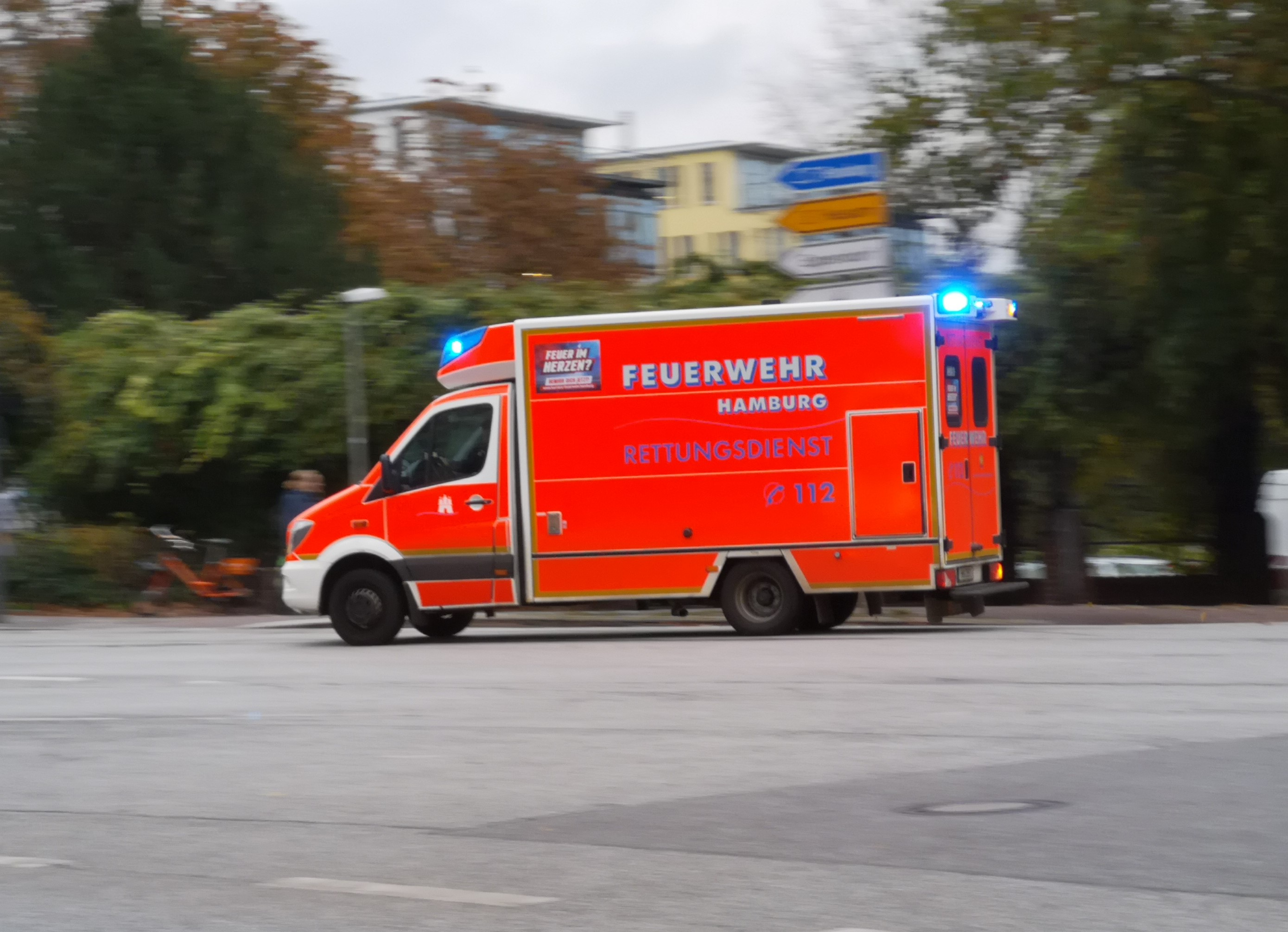
Rettungswagen der Feuerwehr Hamburg auf einer Einsatzfahrt

Der Rettungsdienst des Stadtstaates Hamburg ist zuständig für die Notfallversorgung sowie den Transport von erkrankten und verletzten Personen.

## Geschichte
1768 wurde die Hamburgische Rettungsanstalt für Ertrunkene und Erstickte gegründet. Im April 1946 übergab die britische Besatzungsmacht den Rettungsdienst an die Feuerwehr Hamburg. Als erstes Fahrzeug schaffte sie einen Krankenwagen an. Als ab den 1950er Jahren insgesamt 80 VW-Busse für den Rettungsdienst gekauft wurden, etablierte sich die typische rote Lackierung. Bis 1990 war die Firma Herrmann Hauptproduzent der in Hamburg eingesetzten Rettungswagen. Neben den VW-Bussen waren auch verschiedene Modelle von Mercedes-Benz im Einsatz, unter anderem der erste Notarztwagen aus dem Jahr 1968. Zu den größten Einsätzen zählen der S-Bahn-Unfall am Berliner Tor, die Dampfkesselexplosion beim Bau der Anders Maersk und der Unfall der Barkasse Martina.

## Rettungsdienstgesetz
Das Hamburgische Rettungsdienstgesetz (HmbRDG) vom 9. Juni 1992 regelt den öffentlichen Rettungsdienst in Hamburg. Es wurde im Herbst 2019 novelliert.

## Regelrettungsdienst
Das zuständige Amt ist die Feuerwehr Hamburg und damit die Behörde für Inneres und Sport. 2018 leistete der Rettungsdienst 253168 Einsätze. Als Planungsgröße für die Fahrzeit sind bei einem Rettungswagen (RTW) fünf Minuten angegeben, das entspricht einer Eintreffzeit inklusive Gesprächs-, Dispositions-, Ausrücke- und Anfahrzeit von acht Minuten, bei einem Notarzteinsatzfahrzeug (NEF) sind es 12 Minuten. Die Erfüllungsquote lag 2016 bei 66 %. Die Kosten für den Rettungsdienst lagen in dem Jahr bei rund 71 Millionen Euro. Ebenfalls zum Hamburger Rettungsdienst gehört der Rettungswagen der Freiwilligen Feuerwehr Neuwerk.

## Leitstelle
Der Rettungsdienst in Hamburg wird über die Integrierte Leitstelle Florian Hamburg (FEZ)  koordiniert. Die Alarmierung kann über ein Alarmfax, Digitalemeldeempfänger, einen Gong mit Durchsage, Telefon oder per SDS via Digitalfunk erfolgen. Daneben gibt es zahlreiche Einsatzzentralen für den Krankentransport sowie für den Bevölkerungsschutz und Sanitätswachdienst.

### Disponentenanzahl in der FEZ
Tagsüber:
- Montag bis Donnerstag: 18
- Freitag: 19
- Samstag: 17
- Sonntag: 16

Nachts:
- Montag bis Donnerstag: 13
- Freitag: 16
- Samstag: 17
- Sonntag: 13

## Organisationen

### ADAC Luftrettung
Die ADAC Luftrettung betreibt in Hamburg einen Standort  am BG Klinikum Hamburg. Dort ist Christoph Hansa als Intensivtransporthubschrauber (ITH) stationiert. Christoph Hansa fliegt auch Primäreinsätze und war dadurch 2002 und 2003 der Intensivtransporthubschrauber mit den meisten Einsätzen Deutschlands.

### Arbeiter-Samariter-Bund
Der Arbeiter-Samariter-Bund (ASB) betreibt in Hamburg die ASB Rettungsdienst Hamburg GmbH mit 85 Mitarbeitern.
- RW 14 Osdorf 14-RTW-G (Mo-Fr 08-20Uhr), 14-RTW-H (Mo-Fr 08-18Uhr) und 14-ITW-A (24/7)
- RW 32 Niendorf  15-RTW-R (24/7) und 15-RTW-S (Mo-Sa 08-20Uhr)
- RW 21 Rahlstedt  21-RTW-F (24/7)
- RW 24 Bramfeld  24-RTW-F
- RW 14 Rissen  14-RTW-F
- RW 16 Ochsenzoll 16-RTW-G
- FuRw 22 Berliner-Tor 22-RTW-E

### Bundeswehr

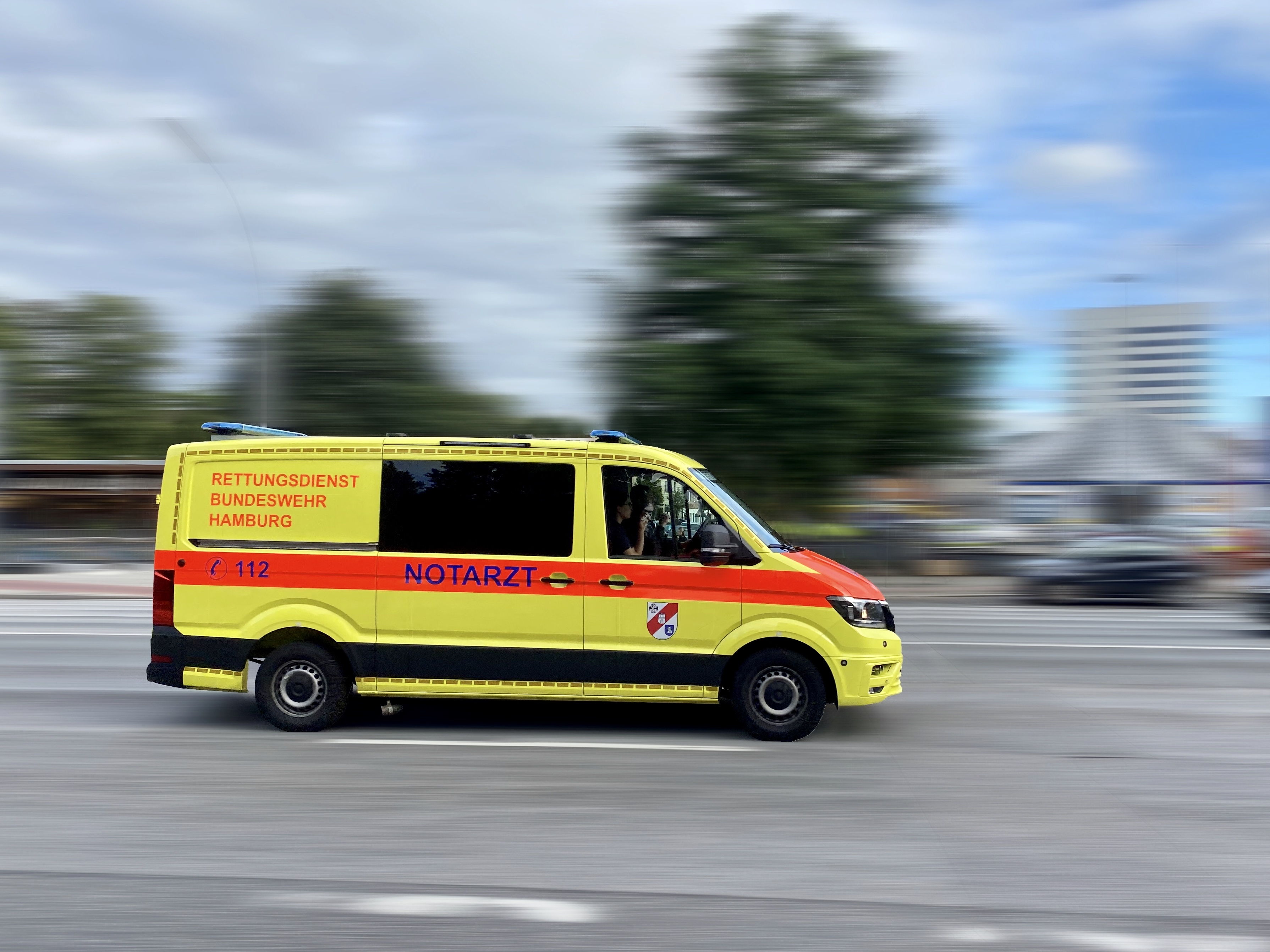
Notarzteinsatzfahrzeug der Bundeswehr

Die Bundeswehr betreibt das Rettungszentrum am Bundeswehrkrankenhaus Hamburg (BWK) und ein Notarzteinsatzfahrzeug auf der Veddel.
- Rettungszentrum BWK  23-NAW-A, 23-ITW-A, 23-ITW-B ( ITW-B  nicht in die Regelrettung eingebunden und nicht fest besetzt), Christoph 29 zusammen mit dem Bundesministerium des Innern und für Heimat, 23-NEF-C (kann bei Ausfall des Christoph 29 besetzt werden), 33-MZF-A und das 33-NEF-A auf der FuRw 33 Veddel

### Deutsches Rotes Kreuz
Das Deutsche Rote Kreuz (DRK) stellt in Hamburg 19 RTW und 1 NEF (zusätzlich 9 RTW und 2 NEF im Sonderbedarf). Diese werden durch die DRK Ambulanzdienst Hamburg gGmbH und die DRK Rettungsdienst Hamburg Altona und Mitte gGmbH betrieben.
- RW 12 Bahrenfeld  12-RTW-R (Mo-Fr 08-20 Uhr), 12-RTW-S (Mo-Fr 08-20 Uhr), 12-RTWT (24/7)
- RW 12 Altona  12-RTW-H (Mo-Fr 08-20 Uhr)
- RW 37 (15) Eidelstedt  15-NEF-B (Mo-So 08-20 Uhr), 15-RTW-T (24/7), 15-RTW-U (Mo-So 08-20Uhr, Mo-Do & So 20-08 Uhr), 15-RTW-V (24/7) & Sonderbedarf: 81-RTW-A, 81-RTW-B, 81-RTW-C, 81-RTW-D, 81-RTW-E, 81-RTW-F, 81-RTW-G, 81-RTW-L, 81-RTW-M, 81-NEF-A, 81-NEF-B
- RW 38 (15) Außenstelle Eidelstedt  15-RTW-G (24/7)
- RW 23 (Außenstelle AK Barmbek) - 23-RTW-F (24/7)
- RW 70 (31) Wilstorf  31-RTW-E (24/7), 31-RTW-F (24/7), 31-RTW-G (Mo-So 08-20Uhr + Fr/Sa 20-08Uhr), 31-RTW-H (Mo-Sa 09-21Uhr)
- RW 73 (36) Eißendorf  36-RTW-G (24/7), 36-RTW-H (Mo-So 08.20 Uhr)
- RW 74 (36) Außenwache Eißendorf  36-RTW-F (24/7)
- RW 26 Mümmelmannsberg  26-RTW-F (24/7)
- RW 26 Boberg  26-RTW-O (Mo-Fr 08-20Uhr), 26-RTWP (24/7)

### Feuerwehr
Die Feuerwehr stellt den größten Teil der Rettungswagen und Notarzteinsatzfahrzeuge in Hamburg, sie hat rund 140 Stellen für den Rettungsdienst. Jede Feuerwache hat zur Spitzenlastabdeckung einen Rettungswagen Kaufmann (RTW-K), dessen Besatzung in Doppelfunktion auch einen Gerätewagen besetzten kann. 18 Freiwillige Feuerwehren können mit einem Hamburger Löschfahrzeug (HLF) First Responder-Einsätze fahren.
- RW F05 Feuerwehrakademie  05-ELW-ORGL 05-GW-BHP
- RW F11 Innenstadt  11-RTW-A, 11-RTW-B, 11-RTW-K
  - Außenstelle Millerntor  11-RTW-E, 11-RTW-F
- RW F12 Altona  12-RTW-A, 12-RTW-B, 12-RTW-C, 12-RTW-K, 12-GRTW-A und 12-GRTW-B, 12-IRTW-A und 12-IRTW-B, 12-STW-A, 12-GW-MANV
  - Außenstelle Othmarschen  12-RTW-E, 12-RTW-F
- RW F13 Rotherbaum  13-RTW-A, 13-RTW-B, 13-RTW-C, 13-RTW-K,13-NEF-A mit UKE
- RW F14 Osdorf  14-RTW-A, 14-RTW-B, 14-RTW-C, 14-RTW-D, 14-RTW-L,14-RTW-K, 14-GW-BHP
  - Außenstelle Asklepios Klinik Altona  14-NEF-A
- RW F15 Stellingen  15-RTW-A, 15-RTW-B, 15-RTW-C, 15-RTW-D, 15-RTWE (ASB/DRK), 15-RTW-K, 15-GW-MANV
  - Außenstelle Niendorf  15-RTW-F, 15-NEF-A
  - Außenstelle Schnelsen  15-RTW-I, 15-RTW-J
- RW F16 Alsterdorf  16-RTW-A, 16-RTW-B, 16-RTW-K
- RW F21 Wandsbek  21-RTW-A, 21-RTW-B, 21-RTW-C, 21-RTW-D, 21-RTW-E (12/7 + ASB/MHD), 21-RTW-K, 21-NEF-A mit Asklepios Klinik Wandsbek, 21-GW-MANV
- RW F22 Berliner Tor  22-RTW-A, 22-RTW-B, 22-RTW-C, 22-RTW-D, 22-RTW-E (12/7 + ASB), 22-RTW-K, 22-GW-MANV
  - Außenstelle Asklepios Klinik St. Georg  22-NEF-A
- RW F23 Barmbek  23-RTW-A, 23-RTW-B, 23-RTW-C, 23-RTW-E, 23-RTW-K, 23-GW-BHP
  - Außenstelle Barmbek-Nord  23-RTW-F (DRK), 23-NEF-A mit Asklepios Klinik Barmbek
  - Außenstelle Hinschenfelde  23-RTW-G
- RW F24 Sasel  24-RTW-A, 24-RTW-B, 24-RTW-C, 24-RTW-L, 24-RTW-K, 24-NEF-A
  - Außenstelle Meiendorf 24-RTW-G, 24-RTW-H, 24-RTW-I
- RW F25 Billstedt  25-RTW-A, 25-RTW-B, 25-RTW-C, 25-RTW-K
  - Außenstelle BG Klinikum Hamburg  25-NEF-A
- RW F26 Bergedorf  26-RTW-A, 26-RTW-B, 26-RTW-C, 26-RTW-D, 26-RTW-L, 26-RTW-K
  - Außenstelle Allermöhe  26-RTW-G 26-RTW-H
- RW F31 Harburg  31-RTW-A, 31-RTW-B, 31-RTW-L, 31-RTW-K, 31-GW-BHP
- RW F32  Technik und Umweltwache 32-UDI-1, Analytische Task Force
  - Außenstelle Rossdamm  32-BITW-A
- RW F33 Veddel  33-RTW-A, 33-RTW-B, 33-RTW-K, 33-GW-MANV
- RW F34 Wilhelmsburg  34-RTW-A, 34-RTW-B, 34-RTW-C, 34-RTW-K
- RW F35 Finkenwerder  35-RTW-A, 35-RTW-K
- RW F36 Süderelbe  36-RTW-A, 36-RTW-B, 36-RTW-C, 36-RTW-K, 36-GW-MANV
  - Außenstelle Asklepios Klinikum Harburg  36-NEF-A
- FF F3936 Neuwerk  RTW-Neuwerk

### FALCK (ehemals G.A.R.D.)

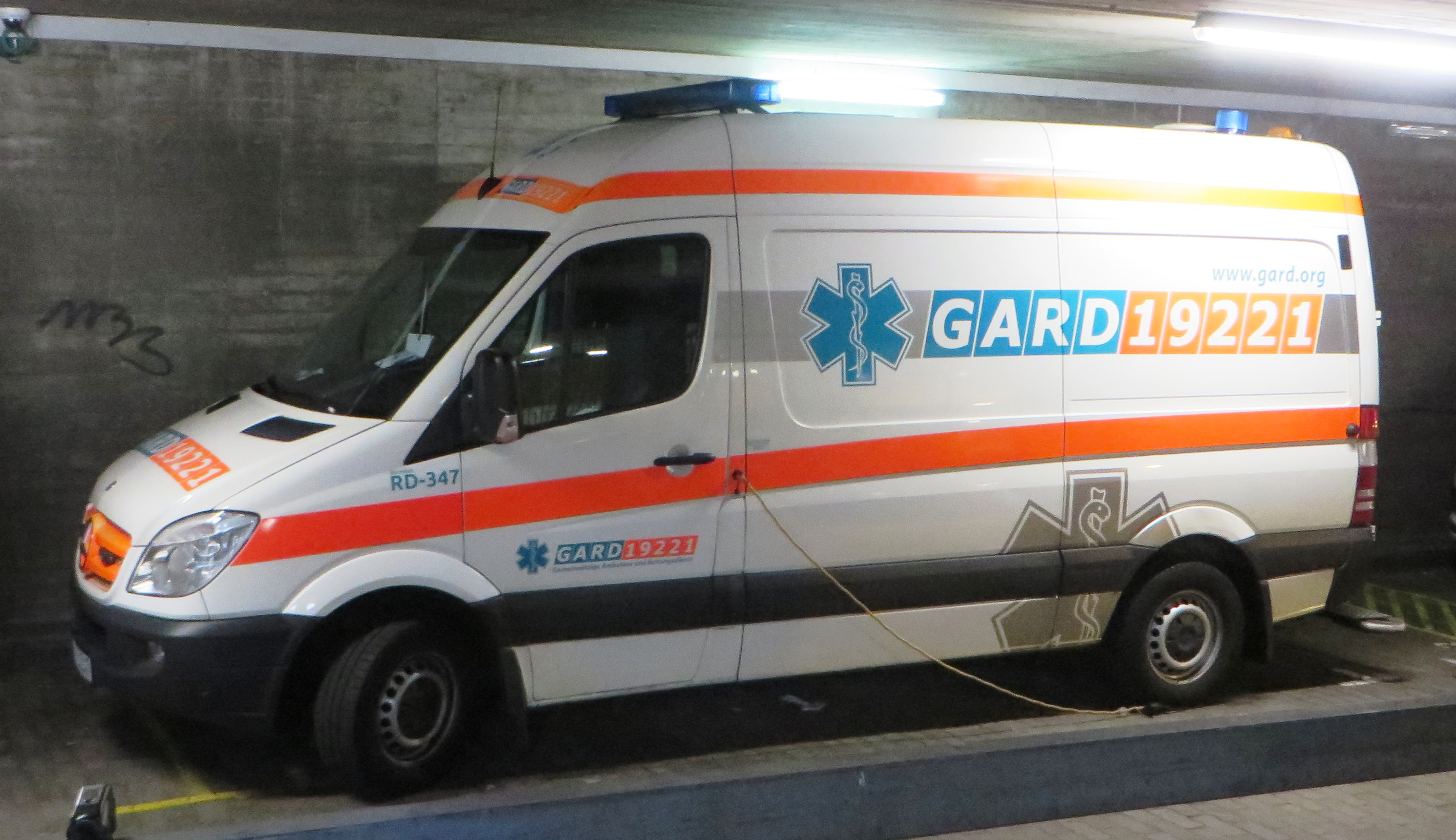
Rettungswagen der Firma G.A.R.D.

Die Falck Notfallrettung und Katastrophenschutz gGmbH betrieb nach einem gerichtlichen Vergleich neun Rettungswagen als privates Rettungsdienstunternehmen. Sie waren in den öffentlichen Rettungsdienst der Feuerwehr Hamburg bis zum 16. November 2023 eingebunden. 2021 wurde die Gemeinnützige Ambulanz und Rettungsdienst (G.A.R.D.) in „Falck Notfallrettung und Katastrophenschutz gGmbH“ und „Falck Rettungsdienst Hanse GmbH“ umbenannt und sind nun in Hamburg für den Krankentransport zuständig.
Die Rettungswagen sind dann nach dem 16. November 2023 von den HiOrgs besetzt.

### Johanniter-Unfall-Hilfe

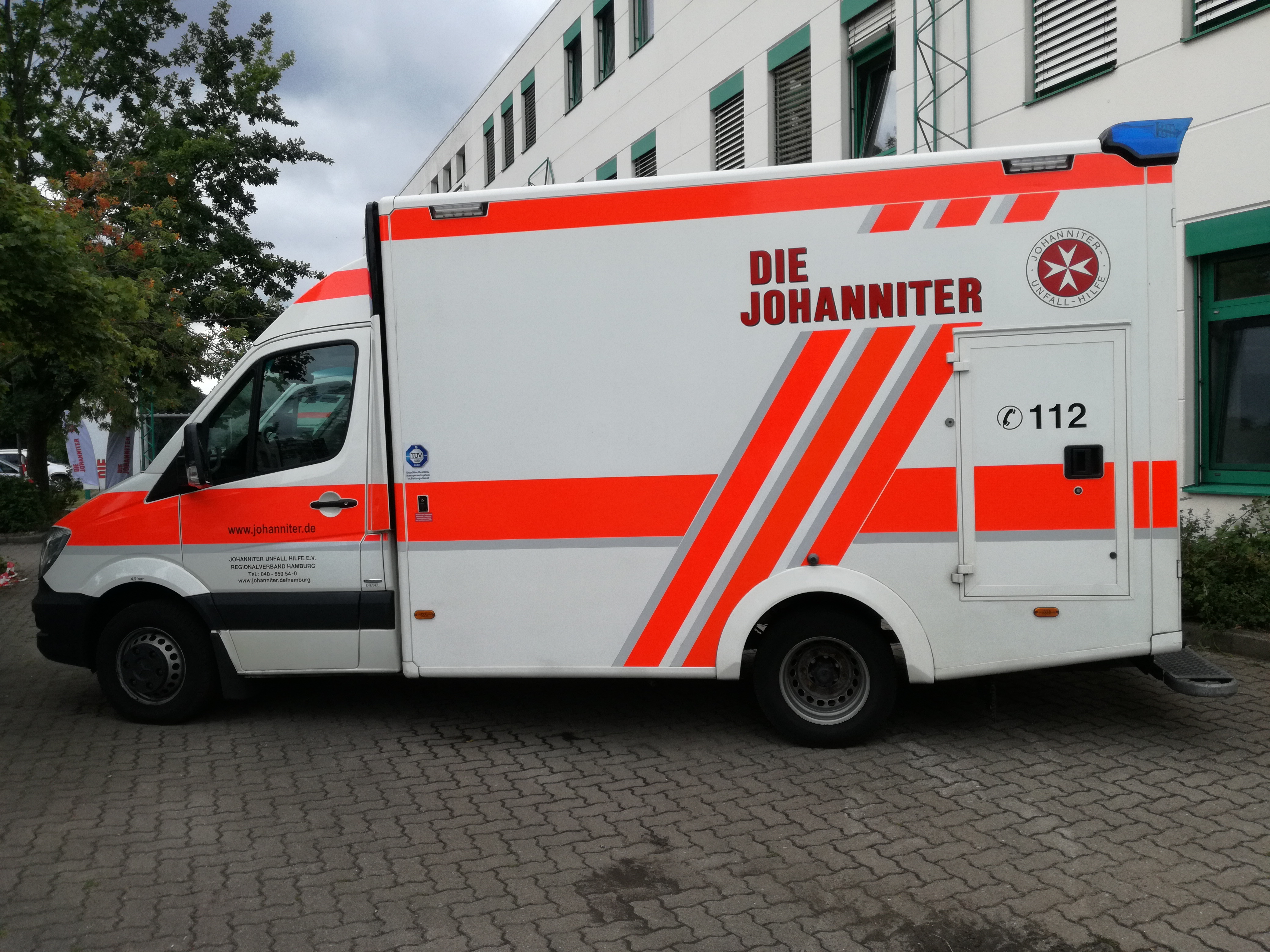
RTW der Johanniter Hamburg

Die Johanniter stellen in Hamburg sieben Rettungswagen sowie ein Notarzteinsatzfahrzeug und die Spezialeinsatzgruppe-Rettung.
- RW 16 AK Heidberg  16-NEF-A (12/7), 16-RTW-I (24/7)
- RW 21 Wandsbek  21-RTW-P (24/7), 21-RTW-O (Mo-Fr 08-20Uhr), SEG-Rettung, RTW-Sonderbedarf:  82-RTW-C und 82-RTW-D
- RW 23 Eilbek  23-RTW-S (24/7), 23-RTW-R (24/7), 23-RTW-T und 23-RTW-U (12/7), RTW-Sonderbedarf: 82-RTW-L
- RW 26 Osdorf  Leitstelle Akkon Hamburg, SEG-Rettung, Sonderbedarf: 82-NEF-A, 82-RTW-A, 82-RTW-B
- RW 69 Bergedorf  SEG-Rettung

### Malteser Hilfsdienst
Der Malteser Hilfsdienst betreibt fünf Wachen. Die Wachen Steilshoop und Volksdorf werden häufig nicht besetzt.
Die Wachen Langenhorn, Lemsahl-Mellingstedt und Wandsbek-Marienthal werden im Normal betrieb weiterhin besetzt.
- RW Steilshoop  24-RTW-R (12 Mo-Fr), 24-ITW-A (12/7), RTW-Sonderbedarf: 84-RTW-A,84-RTW-B,84-RTW-C,84-RTW-E,84-RTW-F,84-NEF-A
- RW Volksdorf  24-RTW-T (12/7)
- RW Langenhorn 16-RTW-F (24/7)
- RW Lemsahl-Mellingstedt 24-RTW-P (24/7)
- RW Wandsbek-Marienthal 21-RTW-G (24/7), 21-RTW-H (24/7)
- RW Hohenfelde 22-RTW-F (12/7)
- FuRW Wandsbek 21-RTW-E (12/7)

### Werkrettungsdienst
In Hamburg gibt es fünf Werkfeuerwehren, einige betreiben auch einen Rettungswagen.
- Airbus  RTW-Airbus
- Aurubis  RTW-Aurubis-1, RTW-Aurubis-2
- Flughafen Hamburg  RTW-Flughafen-1, RTW-Flughafen-2
- Holborn  RTW-Holborn

## Fahrzeuge

### Rettungswagen (RTW)
Ein Rettungswagen (RTW) muss mindestens mit einem Rettungssanitäter als Fahrer und einem Notfallsanitäter (bis 31. Dezember 2028 ist auch ein Rettungsassistent möglich) besetzt sein. Die meisten Rettungswagen besitzen einen Kofferaufbau der Firma Fahrtec und sind auf einem Mercedes-Benz Sprinter aufgebaut. Es kommen allerdings auch Aufbauten der Firmen Miesen, WAS, Hospimobil, Binz, GSF, Ambulanz Mobile Schönebeck und System Strobel zum Einsatz. Als Fahrgestelle finden hauptsächlich Mercedes Sprinter, VW Crafter und MAN TGE Einzug.
Seit 2019 werden die Daten auf den Rettungswagen der Feuerwehr digital erfasst und können an das Krankenhaus übermittelt werden. Die Ausstattung der Feuerwehr-Rettungswagen wurde mehrfach bemängelt. So wurden erst 2019 12-Kanal ElektrokardiogrammGeräte beschafft.

### Schwerlast-Rettungswagen (S-RTW)
Seit 2012 besitzt die Feuerwehr einen Schwerlast-Rettungswagen (S-RTW) mit Hubbühne zur Beförderung von Patienten mit bis zu 400 kg. Das Fahrzeug wurde auf einem MAN-TGL-Fahrgestell aufgebaut. Es ist auf der Wache Altona stationiert und ist in RAL 1016 schwefelgelb lackiert. Ende 2023 wurde das Fahrzeug ersetzt. Der Koffer wurde aufgearbeitet auf einen Mercedes Atego umgesetzt. Das Fahrzeug wurde in Tagesleuchtrot RAL 3024 beklebt und trägt den Schriftzug „RETTUNGSDIENST HAMBURG“.

### Infektions-Rettungswagen (I-RTW)
Die Feuerwehr besitzt zwei Infekt-Rettungswagen (I-RTW) für den Transport von hochinfektiösen Patienten. Sie sind auf der Wache in Altona stationiert.

### Großrettungswagen (G-RTW)

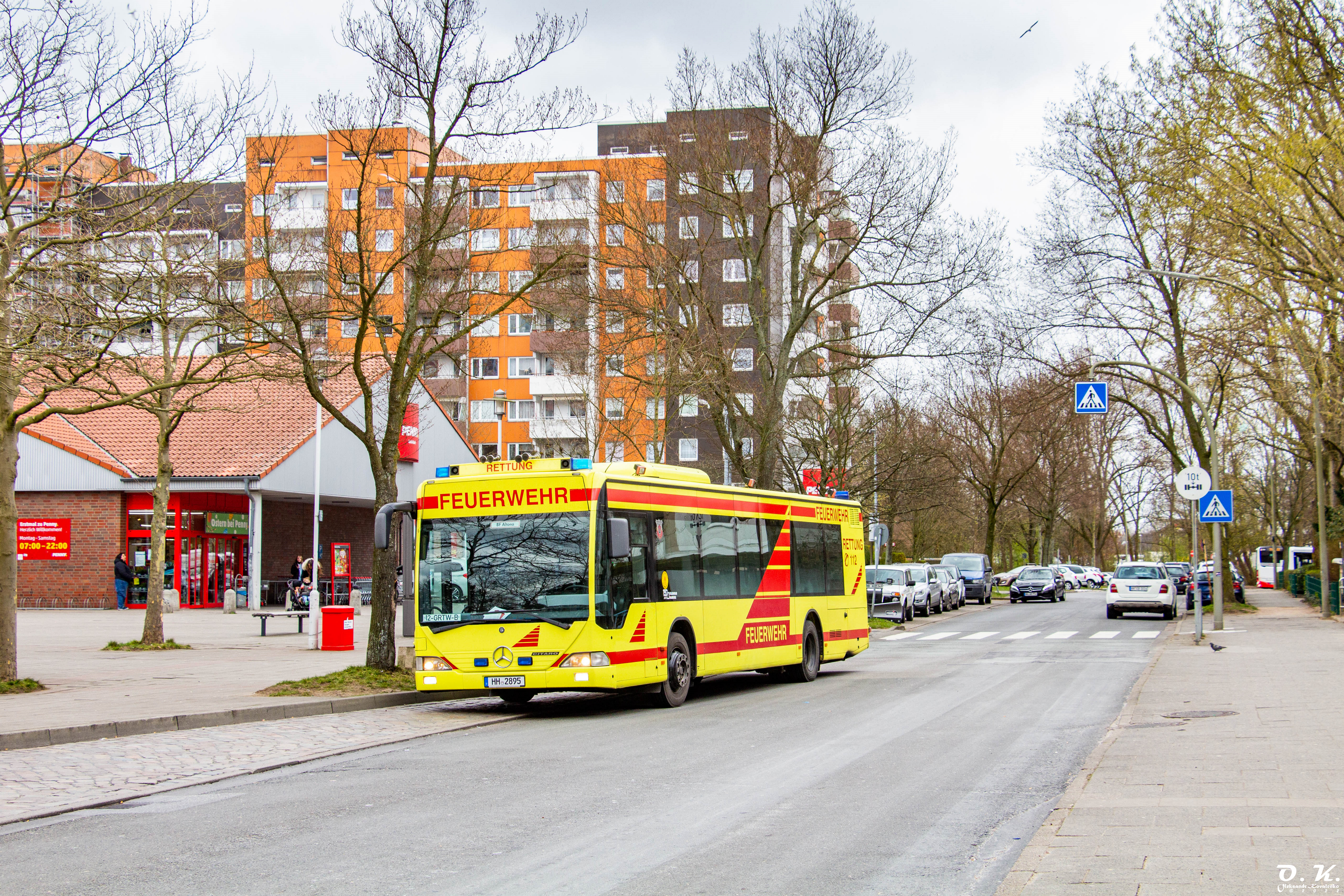
Großraumrettungswagen der Feuerwehr Hamburg

Großraumrettungswagen (G-RTW) haben in Hamburg eine lange Tradition. Die Feuerwehr betreibt zwei von ihnen an der Wache Altona. Als Basis dienen Busse vom Typ Mercedes-Benz Citaro. Pro Bus können bis zu 22 Patienten befördert werden. Sie können ebenfalls als Intensivtransporter und für Schwerlastpatienten genutzt werden. Die Fahrer werden in der Busfahrschule der Hamburger Hochbahn AG ausgebildet.

### Notarzteinsatzfahrzeug (NEF)
Die eingesetzten Notärzte müssen die Zusatzbezeichnung Notfallmedizin tragen und im Fachgebiet der Anästhesie tätig sein.
Es gibt insgesamt 12 NEF-Stützpunkte, jeweils sechs befinden sich an Krankenhäusern und an Rettungswachen. Die Notarzteinsatzfahrzeuge der Feuerwehr entsprechen dem Fahrzeugkonzept 2017 und sind auf Sprinter Basis von Miesen ausgebaut. Die Notarzteinsatzfahrzeuge der Bundeswehr sind von Fahrtec ausgebaut. Das DRK und die Johanniter betreiben seit 2022 ebenfalls ein Notarzteinsatzfahrzeug.

### Notarztwagen (NAW)
Die Bundeswehr betreibt einen Notarztwagen (NAW) am Rettungszentrum der Bundeswehr in Hamburg.

### Intensivtransportwagen (ITW)
Malteser in Zusammenarbeit mit dem Marien Krankenhaus, der ASB Rettungsdienst, als auch das Bundeswehrkrankenhaus betreiben jeweils einen Intensivtransportwagen.
Der durch das Universitätsklinikum Hamburg-Eppendorf in Zusammenarbeit mit Falck besetzte ITW ist seit dem 16. November 2023 außer Dienst.

### Baby-Intensivtransportwagen (B-ITW)
Die Feuerwehr betreibt einen Baby-Notarztwagen (B-ITW) an der Außenstelle Rossdamm. Es handelt sich dabei um ein Inkubatortransportfahrzeug.

### Intensivtransporthubschrauber (Christoph Hansa)

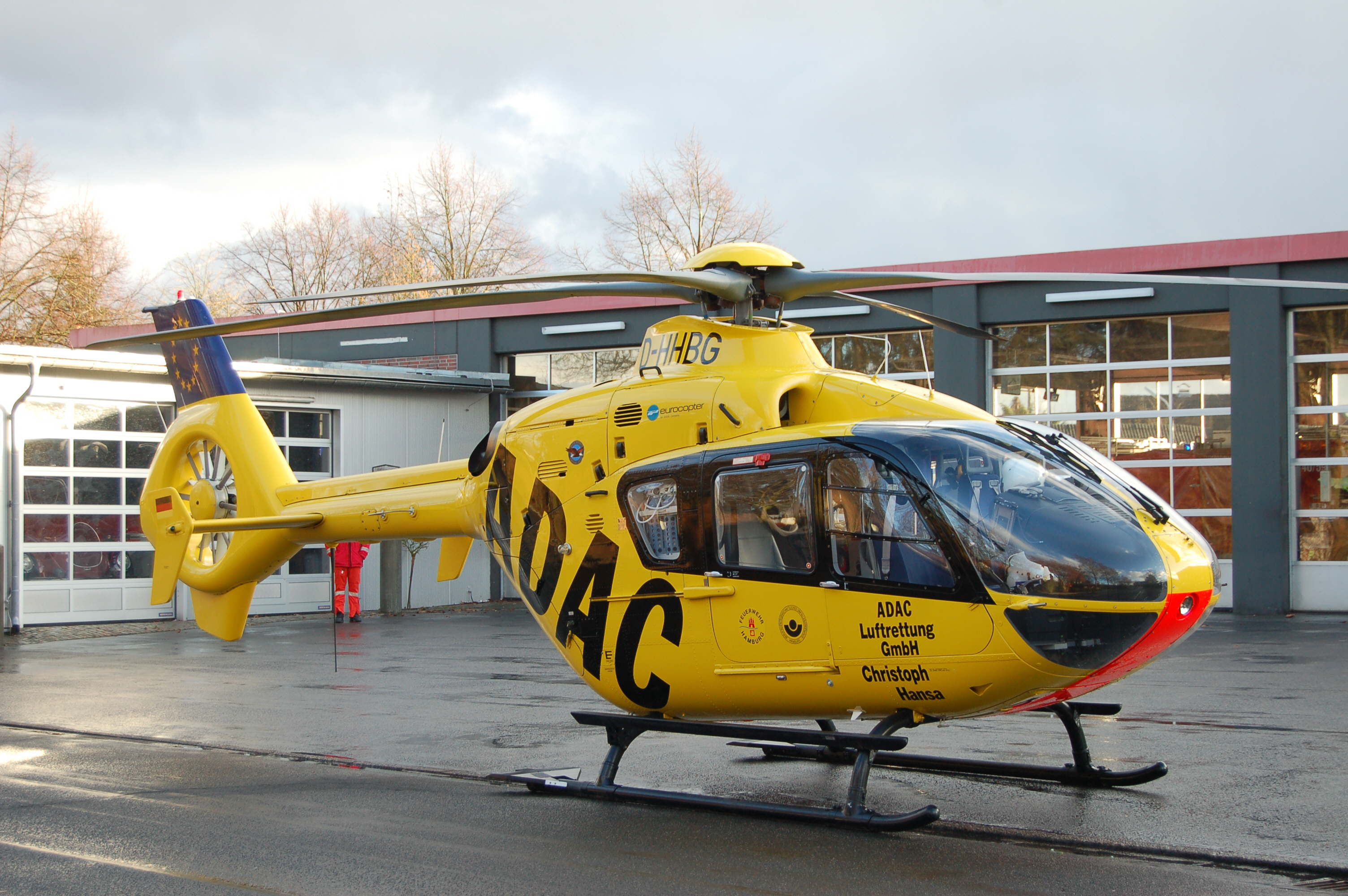
Christoph Hansa noch mit einem Eurocopter EC135

Der Intensivtransporthubschrauber (ITH) wird von der ADAC Luftrettung als Christoph Hansa betrieben. Zum Einsatz kommt eine Maschine vom Typ Airbus Helicopters H145 D-2, welche mit einer Rettungswinde und Notschwimmern ausgerüstet ist. Zuvor (bis 2022) wurde ein Eurocopter EC135 eingesetzt. Es handelte sich dabei um die einzige EC 135, welcher in Deutschland als ITH flog. Bis 2004 wurde eine MD-900 Explorer eingesetzt.

### Rettungshubschrauber (Christoph 29)

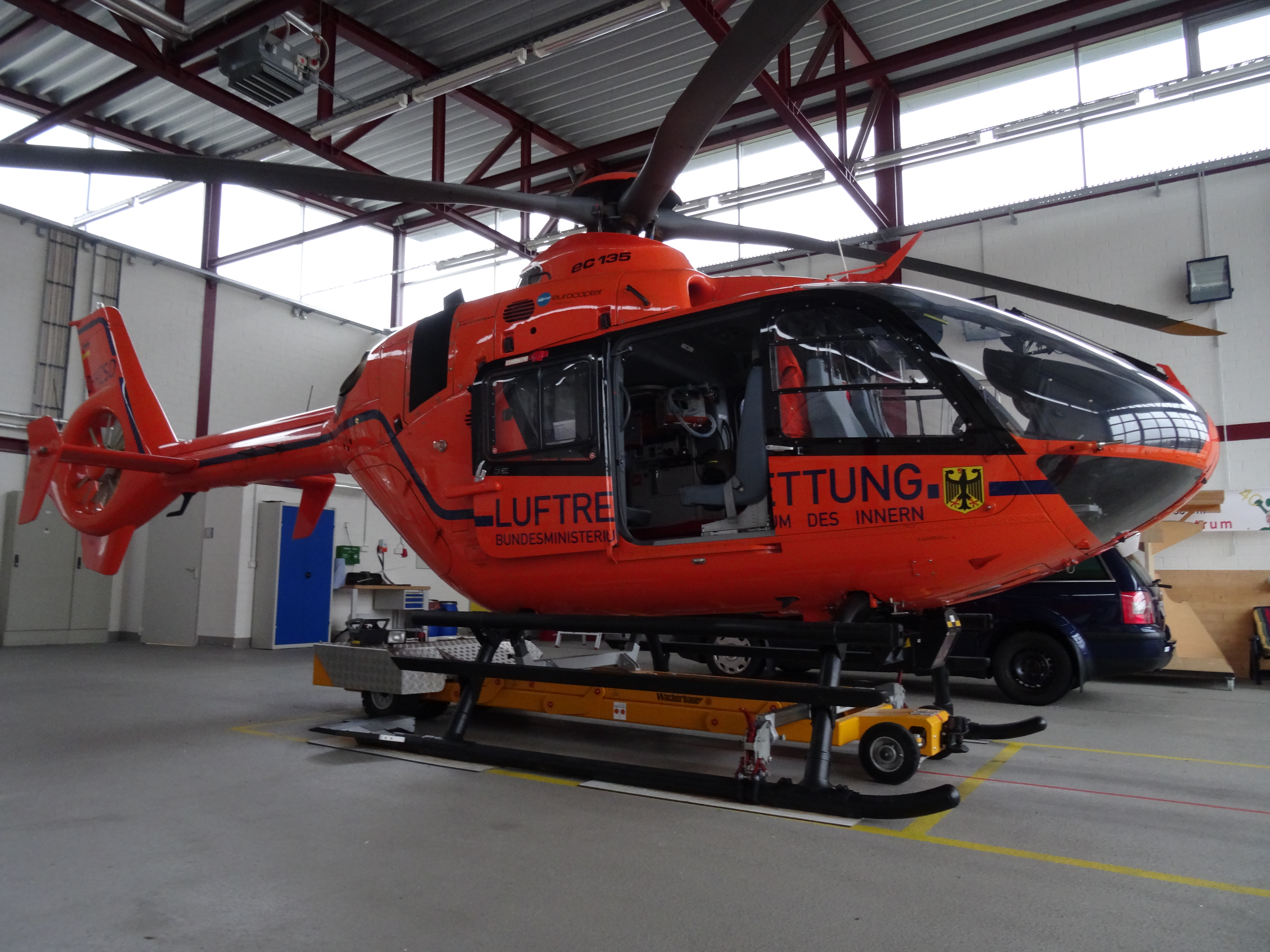
Christoph 29

Der Rettungshubschrauber (RTH) wird vom Bundesministerium des Innern und für Heimat als Christoph 29 (früher SAR 71) betrieben und ist am Bundeswehrkrankenhaus Hamburg stationiert. Zum Einsatz kommt eine Maschine vom Typ Eurocopter EC135. Von 2006 bis 2007 wurde eine Bell 212 eingesetzt. Bis 2006 wurde eine Bell UH-1D eingesetzt, welche durch die Serie Die Rettungsflieger bekannt wurde. Sie ist aufgrund der Farbe und Form auch für den Spitznamen Turtle Airlines verantwortlich.

## Krankentransport
Ein Krankentransportwagen (KTW) muss mit zwei Rettungssanitätern besetzt sein. Die Feuerwehr Hamburg selbst stellt keine Krankentransportwagen, setzt allerdings zur Verstärkung in Spitzenzeiten eigene Rettungswagen für Krankentransportfahrten ein. Der größte Anbieter von Krankentransporten in Hamburg ist die Falck Rettungsdienst Hanse GmbH. Die Fahrten von Johannitern, Maltesern und vom Roten Kreuz werden über die Zentrale für Krankenbeförderung und Notfallservice (ZKN)  koordiniert. Der Arbeiter-Samariter-Bund teilt sich mit Falck die Einsatzzentrale. Daneben bieten kleinere private Unternehmen Krankentransporte an.

## Besondere Lagen

### Sanitätsdienst
Bei großen Veranstaltungen wie dem Hafengeburtstag oder dem Schlagermove wird der Regelrettungsdienst von Rettungswagen des geplanten Sonderbedarfs unterstützt. Zusätzlich wird die Erstversorgung durch einen Sanitätswachdienst sichergestellt.

### Medizinischer Transportdienst
Um Organe, Blutkonserven und Laborproben zu transportieren, werden PKW mit entsprechenden Kühl- und Befestigungsmöglichkeiten von DRK, Johannitern, der Bundeswehr und dem Medizinische Transportdienst Deutschland e.V. vorgehalten. Letzterer betreibt in Zusammenarbeit mit dem Universitätsklinikum Hamburg-Eppendorf, der Bundeswehr und den Asklepios Kliniken Hamburg das ECMO-Team Hamburg. In einem Radius von rund 150 Kilometern können so schwerstkranke Patienten in peripheren Krankenhäuser kanüliert und anschließend in ECMO-Zentren verlegt werden.

### Großschadenslagen
Bei einem Massenanfall von Verletzten (MANV) gibt es zum Einsatzstichwort NOTFMANV festgelegte Alarmierungen und spezielle Fahrzeuge und Einsatzeinheiten.

#### Gerätewagen MANV
Die Feuerwehr hat sechs GW-MANV an den Wachen Altona, Stellingen, Wandsbek, Berliner Tor, Veddel und Süderelbe stationiert. Sie sind mit zwei Gitterboxen ausgestattet, die drei Notfallkoffer, drei Sauerstofftaschen, drei Notfallbeatmungsgeräte und ein Schnellbauzelt enthalten. Als Fahrzeug dienen seit 2017 Mercedes-Benz Sprinter.

#### Gerätewagen-Behandlungsplatz (GW-BHP)
Der Gerätewagen-Behandlungsplatz (GW-BHP), zuvor GW-Rettungsdienst, ist ein Mercedes-Benz Vario, der zur Ausstattung eines Behandlungsplatzes für bis zu 250 Personen alarmiert wird. Es gibt vier Gerätewagen-Behandlungsplätze in Hamburg, die mit Schnelleinsatzzelten, Tragen und Sanitätsmaterial beladen sind. Sie werden zukünftig durch die sich in der Beschaffung befindenden GW-Sanität ersetzt. Den Betrieb des Behandlungsplatzes unterstützt zusätzlich die SEG-Rettung der Johanniter.

#### Schnelleinsatzgruppe (SEG)
Neben den Spezialeinsatzgruppen SEG-H (Höhenrettung F23), SEG-S (Schiffssicherung F32/F35/36) und SEG-T (Taucher F25) der Berufsfeuerwehr gibt es eine ehrenamtliche Schnelleinsatzgruppe-Rettung SEG-R. Diese wird seit 2002 von den Johannitern gestellt und dient der Unterstützung des Rettungsdienstes.

#### Medizinische Task Force (MTF)
In Hamburg sind die Medizinische Task Force 5 (DRK) und 56 (ASB, JUH, MHD) des Bundes stationiert. Sie tragen die Kennziffern 80, 81 und 82. Hierbei steht die 80 für die Mehrzweckfahrzeuge der MTF Hamburg, die 81 für Katastrophenschutzfahrzeuge des DRK und die 82 steht für die Katastrophenschutzfahrzeuge der verbleibenden Hilfsorganisationen (JUH, MHD, ASB).
Patiententransportzug (PTZ)
Aus den Kommandowagen, Mehrzweckfahrzeugen und N-KTWs der zwei MTF kann der Patiententransportzug gebildet werden. Dieser kommt zum Beispiel bei Evakuierungen zum Einsatz, um Personen in die Notunterkunft zu transportieren.

#### Strukturierte Patientenablage (PAL)
Eine Strukturierte Patientenablage ist eine Mischung aus einer Patientenablage und einem Behandlungsplatz. Sie kommt zum Einsatz, wenn der Abtransport der Patienten schneller geht, als der Aufbau eines kompletten Behandlungsplatzes, was in Hamburg aufgrund der großen Anzahl von RTW meistens der Fall ist. Bei einer PAL werden die Patienten in zwei Reihen auf Tragen nebeneinander gelegt und medizinisches Material befindet sich im Mittelgang.

#### Einsatzleitung
Zusätzlich zur Feuerwehr-Einsatzleitung (FL-Dienst, A-Dienst, B-Dienst mit ELW 1, Zugführer mit ELW 1, U-Dienst, Befehlswagen als ELW 3, Gerätewagen Fernmeldeausstattung) wird für den Rettungsdienst ein Organisatorischer Leiter Rettungsdienst mit ELW und ein Leitender Notarzt gestellt. Dabei tragen OrgL und Fachberater einen grünen Kennzeichnungskoller, der LNA einen blauen. Zusätzlich stellen die Hilfsorganisationen einen Fachberater, sowie einen B-Dienst und C-Dienst. Der Gesamteinsatzleiter trägt eine gelbe Weste / gelben Koller. Ein Abschnittsleiter trägt einen silbernen Koller oder eine weiße Weste. Ein Zugführer trägt einen roten Koller oder eine rote Weste. Ein Gruppenführer trägt einen rot-weißen Koller oder eine blaue Weste.

## Kritik
Die Feuerwehr Hamburg stand aufgrund der Ausstattung der Rettungswagen in der Kritik. Bis 2019 waren die RTW mit einem EKG-Gerät ausgestattet, welches nur ein 6-Kanal-EKG war und keinen Rhythmusstreifen ausdrucken konnte, da es nur für den Krankentransport konzipiert war. Auch eine externe Schrittmacherstimulation oder Kardioversion waren nicht möglich. Die RTW sind mit sehr wenigen Medikamenten und Geräten ausgestattet. So war lange kein Amiodaron und kein Tourniquet auf den RTW der Feuerwehr. Medikamente gegen Übelkeit, Kopfschmerzen und Fieber als auch Geräte für einen Intraossären Zugang, sind weiterhin nicht auf den RTW vorhanden. Der Senat begründet dies mit der hohen Krankenhaus- und Notarztdichte in Hamburg.
Auch die Verteilung der Einsätze zwischen Feuerwehr und Hilfsorganisationen, sowie die Organisation der Krankentransporte gab Anlass zur Kritik.